# 5707 (année hébraïque)
5707 (hébreu : ה'תש"ז , abbr. : תש"ז) est une année hébraïque qui a commencé à la veille au soir du 26 septembre 1946 et s'est finie le 14 septembre 1947. Cette année a compté 354 jours. Ce fut une année simple dans le cycle métonique, avec un seul mois de Adar. Ce fut la seconde année depuis la dernière année de chemitta.

## Calendrier
Ce calendrier hébraïque de l'année 5707 donne les correspondances avec les dates du calendrier grégorien.
Le premier nombre dans chaque case correspond au jour du mois hébraïque. Les jours en couleurs sont des jours remarquables juifs .
| ◄◄ | 5707 | ►► |

## Événements
- Conférence de Londres avec les Arabes et les Sionistes.
- Des membres de l’organisation sioniste Irgoun attaquent la prison de Saint-Jean-d’Acre et libèrent 189 prisonniers.
- L’Exodus, qui tentait d’amener en Palestine 5000 émigrants juifs clandestins, est arraisonné par les Britanniques qui le renvoient en France.
- La commission d’enquête de l’ONU publie un rapport préconisant le partage de la Palestine en deux États, arabe et juif, et la création d’une zone internationale englobant Jérusalem et Bethléem. Elle demande une immigration juive immédiate de 150 000 personnes. Le mufti de Jérusalem fait savoir son accord à la solution du partage à condition qu’il prenne la direction de l’État arabe.

## Naissances
- Uri Geller
- Batya Gour
- Mike Brant
- Kim Campbell
- Shmuel Rosenthal
- Jacob Bekenstein
- Larry David
- Giora Spiegel

## Décès
- Hermann Göring
- Bronisław Huberman

5702 - 5703 - 5704 - 5705 - 5706 - 5707 - 5708 - 5709 - 5710 - 5711 - 5712